# محمدابراهیم محبی
محمدابراهیم محبی نمایندهٔ دورهٔ نهم مجلس شورای اسلامی از حوزه انتخابیه سنقر و عضو کمیسیون عمران مجلس شورای اسلامی از حوزهٔ انتخابیهٔ سنقر در استان کرمانشاه است.